# Wang’er (köpinghuvudort i Kina, Jiangxi Sheng, lat 28,29, long 117,52)
Wang'er (kinesiska: Wang’er) är en köpinghuvudort i Kina. Den ligger i provinsen Jiangxi, i den sydöstra delen av landet, omkring 170 kilometer öster om provinshuvudstaden Nanchang. Antalet invånare är 33 422. Befolkningen består av 15 942 kvinnor och 17 480 män. Barn under 15 år utgör 21,0 %, vuxna 15-64 år 70 %, och äldre över 65 år 7,0 %.
Runt Wang'er är det ganska tätbefolkat, med 192 invånare per kvadratkilometer. Närmaste större samhälle är Hekou, 19,6 km öster om Wang'er. Trakten runt Wang'er består till största delen av jordbruksmark.
Genomsnittlig årsnederbörd är 2 755 millimeter. Den regnigaste månaden är juni, med i genomsnitt 477 mm nederbörd, och den torraste är oktober, med 35 mm nederbörd.